# Marcello Giordani

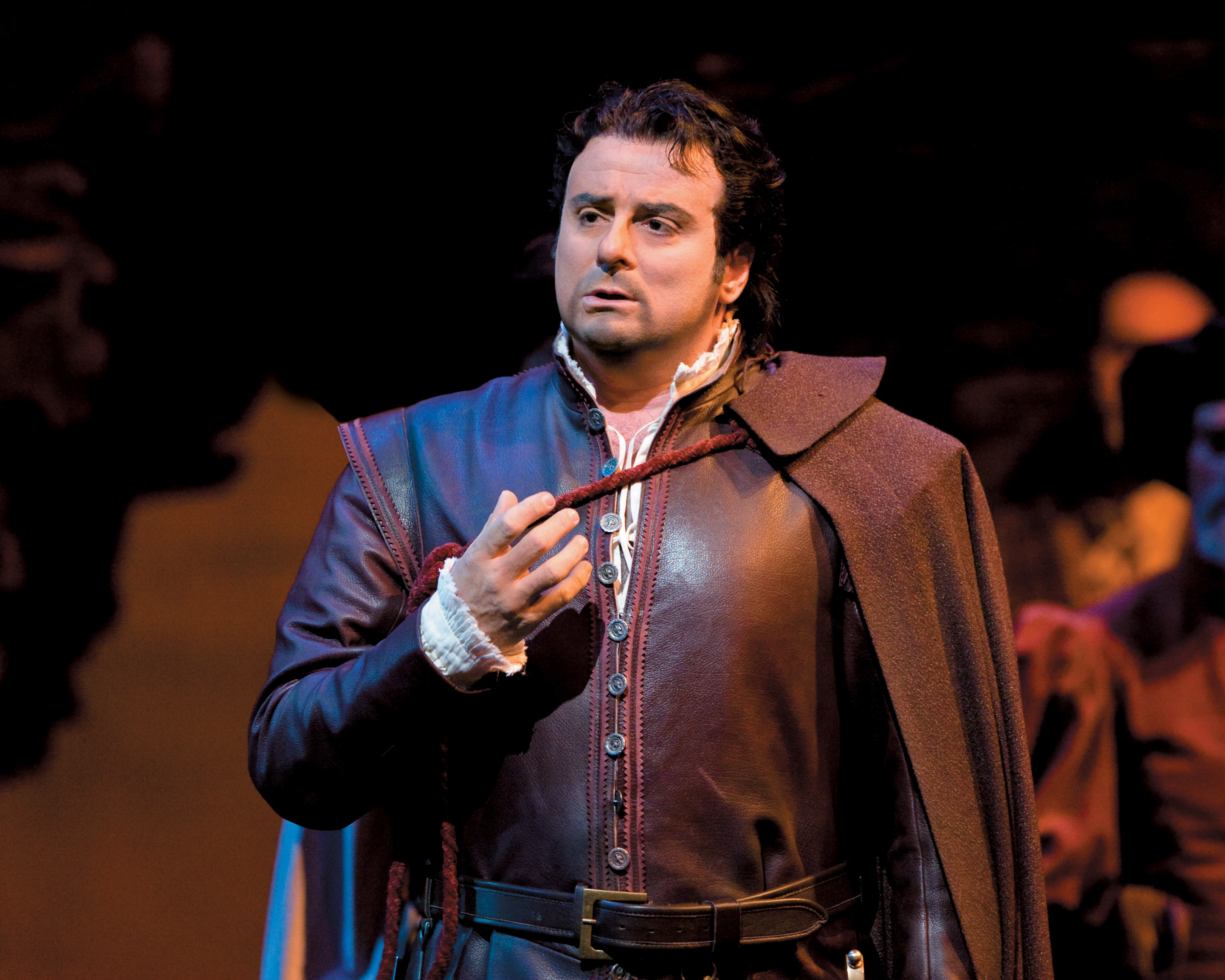
Marcello Giordani als Ernani

Marcello Giordani, geboren als Marcello Guagliardo (25. Januar 1963 in Augusta, Sizilien – 5. Oktober 2019 ebenda) war ein italienischer Opernsänger der Stimmlage Tenor.

## Leben und Werk
Giordani stammte aus einer musikalischen sizilianischen Familie, seine älteren Brüder ergriffen jedoch, im Gegensatz zu ihm, nicht-künstlerische Berufe. Die Liebe zur Musik erhielt Giordani von seinem Vater vermittelt, der die italienische Oper sehr liebte, und die Karriere seines Sohnes früh förderte. 1986 gewann er den Gesangswettbewerb von Spoleto und debütierte dort im selben Jahr als Duca di Mantova in Rigoletto. Im Juni 1988 gab er als Rodolfo in La Bohème sein Debüt an der Mailänder Scala, an die er jedoch erst viele Jahre später für weitere Rollen zurückkehrte.
Er verfügte über ein breites Repertoire insbesondere des italienischen Faches, welches vom Belcanto Bellinis, Donizettis und Rossinis über die dramatischeren Rollen von Giuseppe Verdi bis zu den Verismo-Opern von Leoncavallo, Mascagni und Puccini reichte. Er übernahm aber auch eine Reihe von Rollen im französischen Fach, beispielsweise in Werken von Hector Berlioz, Georges Bizet, Charles Gounod, Jules Massenet oder von Giacomo Meyerbeer, seltener in anderssprachigen Werken. Giordani ist an den bedeutendsten Opernhäusern der Welt aufgetreten, über 240-mal an der Metropolitan Opera in New York, 72-mal an der Wiener Staatsoper, wo er in 14 Rollen zu sehen und zu hören war, am Royal Opera House in London und an der Mailänder Scala.
1990 sang er an der Houston Grand Opera die Rolle des Pinkerton in Madama Butterfly. 1991 sang er erstmals in der Arena di Verona. 1992 gastierte er beim Sferisterio Opera Festival von Macerata als Alfredo in La traviata. An der Wiener Staatsoper debütierte er 1992. Bei der Premiere von I Puritani im Jahre 1994 sang er an der Seite von Edita Gruberová. 2016 gab er seine Staatsopern-Rollendebüts als Calaf in Turandot und als Des Grieux in Manon Lescaut mit Anna Netrebko als Partnerin. Im Oktober 2016 hatte er seinen letzten Auftritt an der Wiener Staatsoper als Radames in Aida.
Im Dezember 1995 hatte er sein Debüt an der Metropolitan Opera als Rodolfo in La Bohème. 2001 sang er in einer konzertanten Aufführung, die 2003 auch als Live-Mitschnitt auch auf CD veröffentlicht wurde, in der New Yorker Carnegie Hall unter der musikalischen Leitung von Eve Queler den Raoul in Meyerbeers Les Huguenots. In der Opernsaison 2002/03 sang er an der Opéra Bastille den Arnold in einer Neuinszenierung der Rossini-Oper Guillaume Tell. 2003 debütierte er in Torre del Lago als Calaf in Turandot. In der Spielzeit 2004/05 sang er an der Deutschen Oper Berlin den Des Grieux in Manon Lescaut.
Giordani war auch in vielen Konzertsälen zu hören, insbesondere in konzertanten Aufführungen von Opern, aber auch als Solist in verschiedenen Chor-Orchesterwerken – beispielsweise in den Requien von Hector Berlioz und Giuseppe Verdi.
Giordani bemühte sich sehr um den Nachwuchs. 2010 gründete er eine Stiftung, die „Marcello Giordani Foundation“, die junge Sängerinnen und Sänger zu Beginn ihrer Karriere unterstützen soll. 2011 fand in Sizilien zum ersten Mal der Marcello Giordani Gesangswettbewerb statt.
Seine spätere Frau, Wilma, lernte er 1988 in Luzern kennen. Das Paar heiratete 1990 und lebte in New York und Augusta. Aus der Ehe gingen zwei Söhne hervor. Giordani starb im Oktober 2019 im Alter von 56 Jahren in seiner Heimatstadt an den Folgen eines Herzinfarkts.

## Repertoire
Zu Giordanis Repertoire gehörten u. a. die nachfolgenden Partien:
| Bellini: - Gualtiero in Il pirata - Arturo in La straniera - Lord Arturo Talbo in I puritani Berlioz - Titelpartie in Benvenuto Cellini - Titelpartie in La damnation de Faust - Énée in Les Troyens Bizet: - Nadir in Les pêcheurs de perles - Don José in Carmen Cilea: - Maurizio in Adriana Lecouvreur Donizetti: - Nemorino in L’elisir d’amore - Gennaro in Lucrezia Borgia - Edgardo in Lucia di Lammermoor - Tonio in La fille du régiment - Fernand in La favorite Giordano: - Titelpartie in Andrea Chénier Gounod: - Titelrolle im Faust - Männliche Titelrolle in Roméo et Juliette Leoncavallo: - Titelpartie in Pagliacci Mascagni: - Turiddu in Cavalleria rusticana Massenet: - Des Grieux in Manon - Titelpartie in Werther Meyerbeer: - Raoul in Les Huguenots - Vasco de Gama in L’Africaine |  | Offenbach: - Titelpartie in Les contes d’Hoffmann Ponchielli: - Enzo in La Gioconda Puccini: - Titelpartie in Edgar - Des Grieux in Manon Lescaut - Rodolfo in La bohème - Mario Cavaradossi in Tosca - Pinkerton in Madama Butterfly - Dick Johnson in La fanciulla del West - Kalaf in Turandot Rossini: - Arnold in Guillaume Tell Richard Strauss: - Ein Sänger in Der Rosenkavalier Tchaikovsky: - Lenski in Eugen Onegin Verdi: - Titelpartie in Ernani - Foresto in Attila - Rodolfo in Luisa Miller - Herzog von Mantua in Rigoletto - Manrico in Il trovatore - Alfredo in La traviata - Henri/Arrigo in Les vêpres siciliennes - Gabriele Adorno in Simone Boccanegra - Riccardo in Un ballo in maschera - Don Alvaro in La forza del destino - Titelpartie in Don Carlo - Radames in Aida Zandonai: - Paolo Malatesta in Francesca da Rimini |

## Aufnahmen (Auswahl)
Gesamtaufnahmen
- Vincenzo Bellini: Il pirata (2003): Bruno Campanella (Dirigent); Renée Fleming, Marcello Giordani, Dwayne Croft, Tigran Martirossian; Metropolitan Opera Orchestra and Chorus; Audio CD: Celestial Audio (live Mitschnitt)
- Giacomo Meyerbeer: Les Huguenots (2001): Eve Queler (Dirigentin); Olga Makarina, Krassimira Stojanowa, Marcello Giordani, Luiz Octavio Faria, Opera Orchestra of New York. Lyric Distribution NO (Liveaufnahme)
- Amilcare Ponchielli: La Gioconda:  Donato Renzetti, Dirigent; Lucia Mazzaria, Marcello Giordani, Alberto Mastromarino, Julia Gertseva, Lidia Tirendi, Michael Ryssov, Andrea Cortese, Valerio Saggi; Chor, Orchester und Ballett des Teatro Massimo Bellini in Catania. Label: Kikko Classics (DVD)
- Giacomo Puccini: La bohème: Franz Welser-Möst, Dirigent; Cristina Gallardo-Domâs, Elena Mosuc, Marcello Giordani, Michael Volle, Cheyne Davidson, László Polgár; Chor und Orchester des Opernhaus Zürich; EMI Classics (DVD)

Arien-Kompilationen
- Sicilia Bella, Orchester des Teatro Massimo Bellini di Catania; Steven Mercurio, Dirigent. VAI (CD)
- Tenor Arias, Orchester des Teatro Massimo Bellini di Catania; Steven Mercurio, Dirigent. Naxos (CD)
- Viva Verdi, A 100th Anniversary Celebration, Kompilation mit Arien von mehreren Sänger. Decca (CD)

## Nachrufe
- Tenor Marcello Giordani: Im Alter von 56 Jahren verstorben bei br.klassik.de
- Marcello Giordani, Tenor Who ‘Sang Like a God,’ Dies at 56 in der New York Times
- Obituary: Marcello Giordani Passes Away At 56, Operawire
- TENOR MARCELLO GIORDANI PLÖTZLICH AN HERZVERSAGEN GESTORBEN – MIT 56!, Online-Merker